# I liga czeska w piłce nożnej (2007/2008)
W sezonie 2007/2008 rozegrano 15. edycję najwyższej klasy rozgrywkowej piłki nożnej w Czechach.

## Tabela końcowa
|     | Klub                    | M  | Z  | R  | P  | Br+ | Br- | Br+/- | Pkt |
| --- | ----------------------- | -- | -- | -- | -- | --- | --- | ----- | --- |
| 1.  | Slavia Praga            | 30 | 17 | 9  | 4  | 45  | 24  | +21   | 60  |
| 2.  | Sparta Praga            | 30 | 17 | 6  | 7  | 53  | 26  | +27   | 57  |
| 3.  | Baník Ostrava           | 30 | 15 | 10 | 5  | 51  | 28  | +23   | 55  |
| 4.  | 1. FC Brno              | 30 | 16 | 7  | 7  | 43  | 32  | +11   | 55  |
| 5.  | FK Teplice              | 30 | 16 | 5  | 9  | 40  | 27  | +13   | 53  |
| 6.  | Slovan Liberec          | 30 | 12 | 8  | 10 | 35  | 31  | +4    | 44  |
| 7.  | FK Mladá Boleslav       | 30 | 11 | 9  | 10 | 37  | 36  | +1    | 42  |
| 8.  | Tescoma Zlín            | 30 | 10 | 8  | 12 | 28  | 31  | -3    | 38  |
| 9.  | Viktoria Pilzno         | 30 | 10 | 8  | 12 | 32  | 37  | -5    | 38  |
| 10. | Viktoria Žižkov         | 30 | 10 | 7  | 13 | 35  | 48  | -13   | 37  |
| 11. | Sigma Ołomuniec         | 30 | 8  | 12 | 10 | 20  | 26  | -6    | 36  |
| 12. | FK Jablonec 97          | 30 | 8  | 9  | 13 | 24  | 32  | -8    | 33  |
| 13. | Dynamo České Budějovice | 30 | 8  | 8  | 14 | 27  | 35  | -8    | 32  |
| 14. | SK Kladno               | 30 | 6  | 9  | 15 | 31  | 45  | -14   | 27  |
| 15. | Bohemians 1905 Praga    | 30 | 5  | 11 | 14 | 24  | 40  | -16   | 26  |
| 16. | FK SIAD Most            | 30 | 4  | 8  | 18 | 31  | 58  | -27   | 20  |

|  | Liga Mistrzów – 3. runda kwal. |
|  | Liga Mistrzów – 2. runda kwal. |
|  | Puchar UEFA – 1. runda         |
|  | Puchar UEFA – 2. runda kwal.   |
|  | Puchar Intertoto               |
|  | Spadek do 2. ligi              |

## Najlepsi strzelcy
| Piłkarz           | Gole | Klub                        |
| ----------------- | ---- | --------------------------- |
| Václav Svěrkoš    | 15   | Baník Ostrava               |
| Miroslav Slepička | 12   | Sparta Praga                |
| Jan Rajnoch       | 11   | FK Mladá Boleslav           |
| Goce Toleski      | 11   | Slavia Praga / FK SIAD Most |
| Lukáš Magera      | 9    | Baník Ostrava               |
| Libor Došek       | 8    | Sparta Praga                |
| Róbert Zeher      | 8    | Baník Ostrava               |
| Libor Žůrek       | 8    | Tescoma Zlín                |
| Aleš Besta        | 7    | 1. FC Brno                  |
| Martin Fenin*     | 7    | FK Teplice                  |
| Stanislav Vlček*  | 7    | Slavia Praga                |

```
* w zimowym okienku transferowym zmienili klub na zagraniczny
```

## Stadiony
| Klub                    | Stadion                          | Pojemność |
| ----------------------- | -------------------------------- | --------- |
| Slavia Praga            | Stadion Eden                     | 21,000    |
| Sparta Praga            | AXA Arena                        | 20,374    |
| FK Teplice              | Na Stínadlech                    | 18,221    |
| Baník Ostrava           | Bazaly                           | 17,372    |
| 1. FC Brno              | Městský fotbalový stadion Srbská | 12,550    |
| Sigma Ołomuniec         | Andrův stadion                   | 12,014    |
| Slovan Liberec          | Stadion U Nisy                   | 9,900     |
| Viktoria Pilzno         | Struncovy Sady Stadion           | 7,842     |
| FK SIAD Most            | Letní stadion Most               | 7,500     |
| Bohemians 1905 Praga    | Ďolíček Stadion                  | 6,836     |
| Dynamo České Budějovice | E-On Stadion                     | 6,746     |
| Tescoma Zlín            | Letná Stadion                    | 6,375     |
| FK Jablonec 97          | Stadion Střelnice                | 6,280     |
| Viktoria Žižkov         | FK Viktoria Stadion              | 5,600     |
| FK Mladá Boleslav       | Městský Stadion                  | 5,000     |
| SK Kladno               | Stadion Františka Kloze          | 4,000     |